# Piłka wodna na Letnich Igrzyskach Olimpijskich 2012 – turniej kobiet
Turniej olimpijski w piłce wodnej kobiet podczas XXX Letnich Igrzysk Olimpijskich w Londynie odbył się w dniach od 30 lipca do 9 sierpnia 2012 roku. Do rywalizacji przystąpiło 8 drużyn, które zostały podzielone na dwie grupy. W każdej z nich zmagania toczyły się systemem kołowym (tj. każdy z każdym, po jednym meczu). Wszystkie drużyny rozgrywały następnie ćwierćfinały. Drużyny, które zwyciężył w ćwierćfinałach, zmierzyły się w półfinałach i finale w walce o medale olimpijskie, natomiast przegrane rozegrały mecze o miejsca 5-8.

## Uczestnicy
| Nazwa imprezy                     | Data przeprowadzenia      | Gospodarz   | Miejsc | Zakwalifikowane              |
| --------------------------------- | ------------------------- | ----------- | ------ | ---------------------------- |
| Gospodarz                         |                           |             | 1      | Wielka Brytania              |
| Igrzyska Panamerykańskie 2011     | 14 – 30 października 2011 | Guadalajara | 1      | Stany Zjednoczone            |
| Azjatycki Turniej Kwalifikacyjny  | 23 – 29 stycznia 2012     | Chiba       | 1      | Chiny                        |
| Turniej Kwalifikacyjny Oceanii    |                           |             | 1      | Australia                    |
| Olimpijski Turniej Kwalifikacyjny | 15 – 22 kwietnia 2012     | Triest      | 4      | Węgry Rosja Hiszpania Włochy |
| Razem                             |                           |             | 8      |                              |

## Rozgrywki

### Faza grupowa

#### Grupa A
| Data  | Godzina | Drużyna 1 | Wynik | Drużyna 2         | Widzów |
| ----- | ------- | --------- | ----- | ----------------- | ------ |
| 30.07 | 14:10   | Hiszpania | 11-6  | Chiny             |        |
| 30.07 | 19:40   | Węgry     | 13-14 | Stany Zjednoczone |        |
| 1.08  | 14:10   | Węgry     | 11-10 | Chiny             |        |
| 1.08  | 18:20   | Hiszpania | 9-9   | Stany Zjednoczone |        |
| 03.08 | 14:10   | Hiszpania | 13-11 | Węgry             |        |
| 03.08 | 19:40   | Chiny     | 6-7   | Stany Zjednoczone |        |

#### Grupa B
| Data  | Godzina | Drużyna 1       | Wynik | Drużyna 2 | Widzów |
| ----- | ------- | --------------- | ----- | --------- | ------ |
| 30.07 | 15:30   | Włochy          | 8-10  | Australia |        |
| 30.07 | 18:20   | Wielka Brytania | 6-7   | Rosja     |        |
| 1.08  | 15:30   | Włochy          | 4-7   | Rosja     |        |
| 1.08  | 19:40   | Wielka Brytania | 3-16  | Australia |        |
| 03.08 | 15:30   | Rosja           | 8-11  | Australia |        |
| 03.08 | 18:20   | Wielka Brytania | 5-10  | Włochy    |        |

## Faza pucharowa

### Ćwierćfinały
| 5 sierpnia 2012 | Stany Zjednoczone | 9:6 | Włochy |                          |
| 14:50 CET       |                   |     |        | Water Polo Arena, Londyn |

| 5 sierpnia 2012 | Węgry | 11:10 | Rosja |                          |
| 16:10 CET       |       |       |       | Water Polo Arena, Londyn |

| 5 sierpnia 2012 | Hiszpania | 9:7 | Wielka Brytania |                          |
| 19:00 CET       |           |     |                 | Water Polo Arena, Londyn |

| 5 sierpnia 2012 | Chiny | 18:20 | Australia |                          |
| 20:20 CET       |       |       |           | Water Polo Arena, Londyn |

### Półfinały 5-8
| 7 sierpnia 2012 | Włochy | 10:14 | Chiny |                          |
| 14:10 CET       |        |       |       | Water Polo Arena, Londyn |

| 7 sierpnia 2012 | Rosja | 11:9 | Wielka Brytania |                          |
| 18:20 CET       |       |      |                 | Water Polo Arena, Londyn |

### Półfinały
| 7 sierpnia 2012 | Stany Zjednoczone | 11:9 | Australia |                          |
| 15:30 CET       |                   |      |           | Water Polo Arena, Londyn |

| 7 sierpnia 2012 | Węgry | 9:10 | Hiszpania |                          |
| 19:40 CET       |       |      |           | Water Polo Arena, Londyn |

### Miejsce 7-8
| 9 sierpnia 2012 | Włochy | 11:7 | Wielka Brytania |                          |
| 14:30 CET       |        |      |                 | Water Polo Arena, Londyn |

### Miejsce 5-6
| 9 sierpnia 2012 | Chiny | 16:15 (pd.) | Rosja |                          |
| 15:50 CET       |       |             |       | Water Polo Arena, Londyn |

### Mecz o trzecie miejsce
| 9 sierpnia 2012 | Australia | 13:11 (pd.) | Węgry |                          |
| 18:40 CET       |           |             |       | Water Polo Arena, Londyn |

### Finał
| 9 sierpnia 2012 | Stany Zjednoczone | 8:5 | Hiszpania |                          |
| 20:00 CET       |                   |     |           | Water Polo Arena, Londyn |

## Klasyfikacja końcowa
| Miejsce | Reprezentacja     |
| ------- | ----------------- |
| złoto   | Stany Zjednoczone |
| srebro  | Hiszpania         |
| brąz    | Australia         |
| 4.      | Węgry             |
| 5.      | Chiny             |
| 6.      | Rosja             |
| 7.      | Włochy            |
| 8.      | Wielka Brytania   |